# University of the Arts London
La University of the Arts London è la più grande università europea con sede a Londra. Pratica l'insegnamento delle arti, del design, della moda e delle arti performative.
Si tratta di un consorzio di università, una federazione di sei college di fama mondiale: Camberwell College of Arts, Central Saint Martins, Chelsea College of Arts, London College of Communication, London College of Fashion e Wimbledon College of Arts.

## Storia
L'università nacque dall'unione di sette college indipendenti, di arte, design, moda e media, che vennero fusi amministrativamente nel London Institute nel 1986. Erano: Saint Martin's School of Art, Chelsea School of Art, London College of Printing, Central School of Art and Design, Camberwell College of Arts and Crafts, College for Distributive Trades e London College of Fashion. Le istituzioni erano state fondate dal XIX secolo ai primi anni del XX secolo.
Ai sensi dell'Education Reform Act 1988, il London Institute divenne una singola entità e il primo consiglio dei governatori venne insediato l'anno successivo nel 1989. Il primo rettore fu John McKenzie. Il London Institute venne costituito come istituto di istruzione superiore nel 1991 e successivamente atto a rilasciare un titolo accademico, nel 1993, a seguito della concessione del Privy Council. Will Wyatt venne nominato presidente dei governatori nel corso dello stesso anno. Sir William Stubbs fu il secondo rettore dopo il ritiro di McKenzie nel 1996. All'istituto venne concesso uno stemma nel 1998. Lord Stevenson venne nominato come primo cancelliere nel 2000.
Quando Sir William Stubbs andò in pensione, divenne rettore Sir Michael Bichard, nel 2001, il quale incoraggiò il London Institute ad ottenere lo staus di università. Il London Institute all'inizio scelse di non attivarsi per la richiesta visto che i suoi college erano internazionalmente conosciuti.
Nel 2003 ricevette l'approvazione dello status di università, dal Privy Council, e venne rinominato University of the Arts London nel 2004.
Il Wimbledon School of Art si unì all'università come sesto college nel 2006 e venne rinominato Wimbledon College of Art. Sir John Tusa fu il nuovo amministratore, sostituendo Will Wyatt nel 2007. Nigel Carrington fu nominato rettore nel 2008 in sostituzione di Sir Michael Bichard.
Dal 2008 al 2010 il personale divenne ridondante a seguito della chiusura di alcuni corsi. Al London College of Communication, dove nel 2009 16 dei 19 corsi vennero soppressi, il personale diede le dimissioni e gli studenti misero in atto un sit-in di protesta contro la riduzione dei fondi e del numero del personale.
Il Central Saint Martins venne spostato in un complesso di edifici di King's Cross nel giugno 2011.
Nel 2015 Grayson Perry succedette a Kwame Kwei-Armah come cancelliere dell'università. Abbandonò l'incarico nel 2023.

## College
L'University of the Arts London è costituita da sei college.

### Camberwell College of Arts
La Camberwell School of Arts and Crafts fu fondata come Technical Education Board del London County Council il 10 gennaio 1898, in un edificio adiacente alla South London Art Gallery, con il sostegno finanziario di John Passmore Edwards e il successivo patrocinio di Edward Burne-Jones, Lord Leighton, Walter Crane e G.F. Watts. Le materie insegnate erano principalmente tecniche fino a quando non venne istituito un dipartimento di belle arti tra le due guerre. La scuola divenne parte del London Institute nel gennaio 1986 e fu ribattezzata Camberwell College of Arts nel 1989.

### Central Saint Martins
Il Central Saint Martins College venne costituito nel 1989 dall'unione della Saint Martin's School of Art, fondata nel 1854, e dalla Central School of Art and Design, fondata come Central School of Arts and Crafts nel 1896. Il Drama Centre London, fondato nel 1963, divenne parte del Central Saint Martins nel 1999, e la Byam Shaw School of Art, fondata nel 1910, venne fusa nel Central Saint Martins nel 2003 e rinominata Central Saint Martins College of Arts and Design nel 2011.

### Chelsea College of Arts

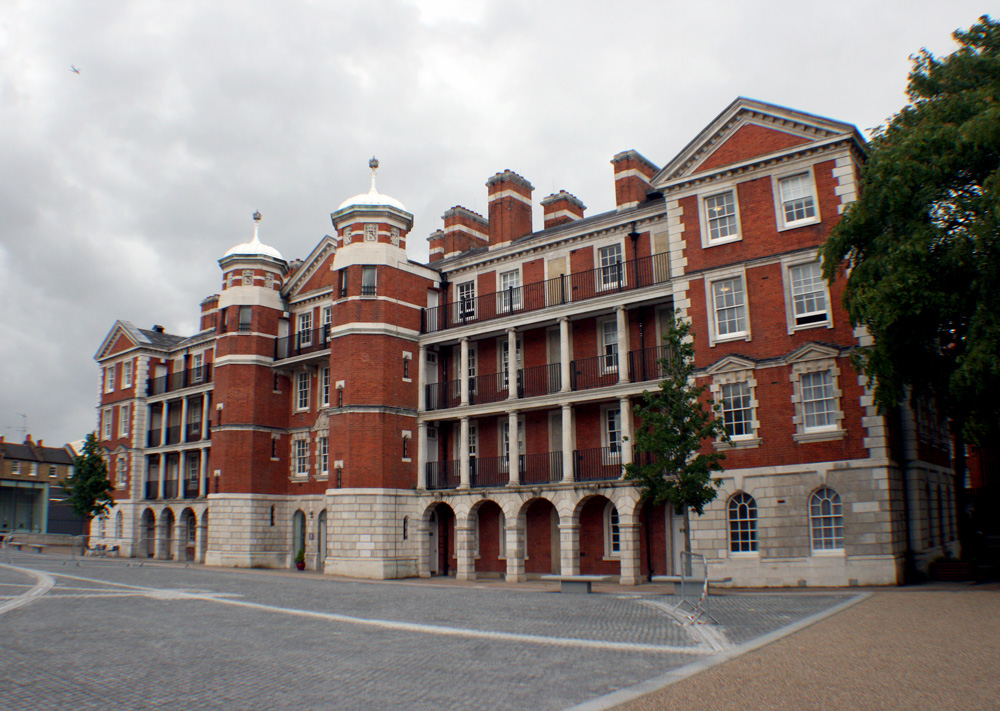
Il Chelsea College of Art and Design

La Chelsea School of Art ebbe origine come parte del South-Western Polytechnic, fondato nel 1895, e nel 1922 divenuto Chelsea Polytechnic. Nel 1957 il dipartimento di scienze del politecnico venne rinominato Chelsea College of Science and Technology; la School of Art divenne indipendente e si fuse con la Regent Street Polytechnic School of Art dando vita alla Chelsea School of Art nel 1964. Nel 1975 Chelsea si fuse con Hammersmith College of Art and Building, fondato nel 1891 da Francis Hawke e passata al London County Council nel 1904. La Chelsea School of Art divenne parte del London Institute nel 1986 e rinominata Chelsea College of Art and Design nel 1989.

### London College of Communication
Il London College of Printing discendeva dalla St Bride's Foundation Institute Printing School, fondata nel novembre del 1894 a seguito del City of London Parochial Charities Act del 1883. La Guild and Technical School aprì in Clerkenwell nello stesso anno, ma un anno dopo si trasferì a Bolt Court divenendo Bolt Court Technical School; venne poi rinominata London County Council School of Photoengraving and Lithography. St Bride's passò sotto il controllo de London County Council nel 1922 e venne rinominata London School of Printing and Kindred Trades; nel 1949 si fuse con la LCC School of Photoengraving and Lithography costituendo la London School of Printing and Graphic Arts. Nel 1960 questa prese il nome di London College of Printing. Il dipartimento di stampa del North Western Polytechnic si fuse in essa nel 1969. Il London College of Printing divenne parte del London Institute nel 1986.
La Westminster Day Continuation School aprì nel 1921 e venne poi rinominata College for Distributive Trades. Divenne parte del London Institute nel 1986. Nel 1990 si fuse con il London College of Printing per costituire il London College of Printing and Distributive Trades, che nel 1996 venne rinominato in London College of Communication.

### London College of Fashion

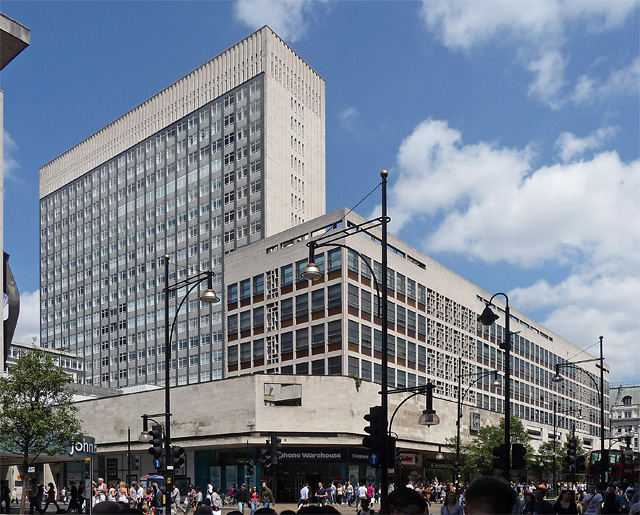
Il London College of Fashion ad Oxford Street

Il London College of Fashion deriva da tre scuole professionali per le donne, la Shoreditch Technical Institute Girls Trade School fondata nel 1906, la Barrett Street Trade School, fondata nel 1915 e la Clapham Trade School, fondata nel 1927; tutte su iniziativa del Technical Education board of the London County Council per la formazione di lavoratrici qualificate per l'abbigliamento e i saloni dei parrucchieri.
La Barrett Street school divenne un istituto tecnico a seguito dell'Education Act del 1944 e venne rinominata Barrett Street Technical College. Anche la Shoreditch divenne un istituto tecnico e nel 1955 si fuse con la Clapham Trade School per dar vita allo Shoreditch College for the Garment Trades. Nel 1966 venne rinominato Shoreditch College for the Clothing Industry e nel 1967 si fuse con il Barrett Street Technical College divenendo il London College for the Garment Trades, che nel 1974 venne rinominato London College of Fashion.
Divenne parte del London Institute nel gennaio 1986. Nell'agosto 2000 si fuse con il Cordwainers College, fondato come Leather Trade School by the Leathersellers and Cordwainers Company nel 1887 a Bethnal Green, e poi rinominato Cordwainers Technical College e nel 1991, Cordwainers College.

### Wimbledon College of Arts
La fondazione del Wimbledon College of Art risale al 1890, quando venne costituita una classe di arte alla Rutlish School for Boys. Tra il 1904 e il 1920 venne ospitata nel Wimbledon Technical Institute di Gladstone Road. Divenne poi indipendente nel 1930 e si trasferì a Merton Hall Road nel 1940 dove venne insegnato disegno fino al 1932 e divenne un dipartimento nel 1948. Nel 1993 la scuola, che in precedenza era controllata dal borough di Merton, venne incorporata come istituto superiore indipendente. La Wimbledon School of Art divenne parte della University of the Arts London nel 2006 e venne rinominata Wimbledon College of Art.

## Campus

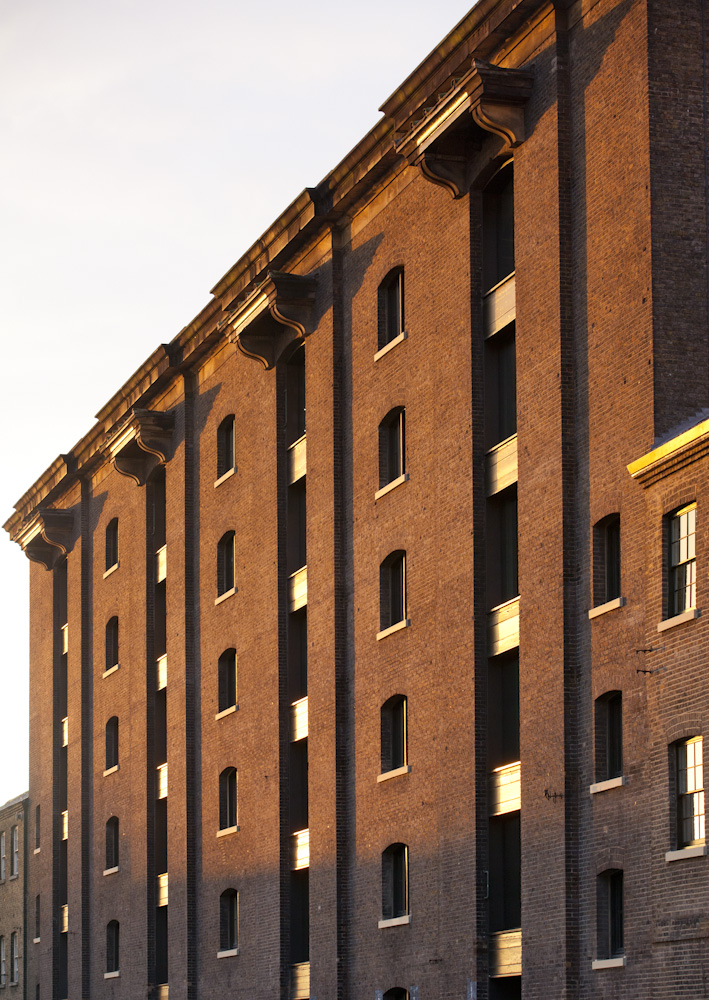
Il campus di King's Cross del Central Saint Martins

Poiché si tratta di diversi istituti universitari associati, costituiti da diverse istituzioni, si trovano in edifici sparsi in diverse zone di Londra.
Londra sud
- Il Camberwell College of Arts ha la sua sede principale in Peckham Road.
- Il London College of Communication si trova ad Elephant and Castle.
- Il Wimbledon College of Art ha sede a Merton Hall Road, Wimbledon.

Londra nord
- Il Central Saint Martins si trova ora nel convertito Granary Store a King's Cross.[23]

Centro di Londra
- Il Chelsea College of Art and Design si trova accanto alla Tate Britain in John Islip Street a Millbank.
- La Camberwell, Chelsea and Wimbledon (CCW) Graduate School si trova a Millbank.
- Al 272 High Holborn si trovano alcuni dipartimenti del College of Fashion.
- La sede del London College of Fashion si trova a John Prince's Street, Oxford Circus.

Londra ovest
- Il London College of Fashion ha un campus a Lime Grove, Shepherd's Bush.

Londra est
- Il London College of Fashion ha un campus a Mare Street, Hackney.
- Il London College of Fashion ha un altro campus a Curtain Road, Shoreditch.
- Il Cordwainers College campus, parte del London College of Fashion, si trova a Golden Lane, nei pressi del Barbican Centre.